# Albert Denet
Compléments
A reçu la médaille militaire
Albert Denet, né le 15 août 1926 à Suresnes et décédé le 10 mai 2012 à Sèvres, est un résistant français de la Seconde Guerre mondiale en Seine-et-Oise.

## Décorations
- Médaille militaire